# Kaufman (Texas)
Pour l’article homonyme, voir Kaufman.
La ville de Kaufman est le siège du comté de Kaufman, dans l’État du Texas, aux États-Unis. Sa population s’élevait à 6 703 habitants lors du recensement de 2010, estimée à 7 181 habitants en 2016.

## Source
- (en) Cet article est partiellement ou en totalité issu de l’article de Wikipédia en anglais intitulé « Kaufman, Texas » (voir la liste des auteurs).